# メルラーラ
メルラーラ（伊: Merlara）は、イタリア共和国ヴェネト州パドヴァ県にある、人口約2,500人の基礎自治体（コムーネ）。

## 地理

### 位置・広がり

#### 隣接コムーネ
隣接するコムーネは以下の通り。括弧内のVRはヴェローナ県所属を示す。
- カザーレ・ディ・スコドージア
- カステルバルド
- マージ
- ピアチェンツァ・ダーディジェ
- テッラッツォ (VR)
- ウルバーナ

### 気候分類・地震分類
メルラーラにおけるイタリアの気候分類 (it) および度日は、zona E, 2421 GGである。
また、イタリアの地震リスク階級 (it) では、zona 3 (sismicità bassa) に分類される。